# Đèo Ra Vách
Đèo Ra Vách là đèo trên đường liên huyện ở huyện Sơn Tây tỉnh Quảng Ngãi, Việt Nam .
Tên đèo còn được viết là Đèo Ra Vắt .

## Vị trí
Đường liên huyện từ xã Sơn Tân đi qua xã Sơn Màu tới xã Sơn Tinh huyện Sơn Tây, còn được gọi là "đường ĐH83" nối trung tâm hành chính hai xã. Tại Sơn Tân đường nối vào đường tỉnh 623 ở ngã ba Ra Nhua 15°00′38″B 108°23′46″Đ / 15,010454°B 108,396032°Đ tại thôn Ra Nhua của xã.
Đèo Ra Vách ở vùng giáp ranh và xã Sơn Màu và Sơn Tinh huyện Sơn Tây tỉnh Quảng Ngãi. Đỉnh đèo gần với thôn Tà Vinh xã Sơn Màu, và cách trung tâm hành chính xã Sơn Tinh cỡ 6 km 14°55′18″B 108°26′50″Đ / 14,921769°B 108,447108°Đ.